# Berlin ohne Juden

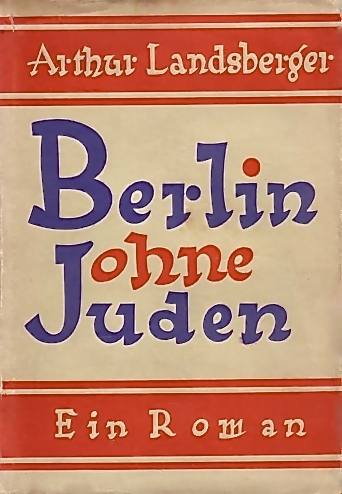
Artur Landsberger: „Berlin ohne Juden“, Schutzumschlag der ersten Auflage (1925)

Berlin ohne Juden ist ein 1925 erschienener dystopischer Gegenwartsroman von Artur Landsberger, der eine Vertreibung der deutschen Juden und eine judenfreie deutsche Gesellschaft beschreibt. Die Handlung entfaltet sich im Berlin der 1920er Jahre. Im Zentrum der Geschehnisse stehen die deutsch-jüdische Familie Oppenheim und die protestantisch geprägte Familie Rudenberg. Was beide gutbürgerlichen Familien verbindet, sind Pietät, Verantwortungsbewusstsein, ein starkes Gefühl für Tradition und Kontinuität sowie die Überzeugung, dass die Lebensführung einer sittlichen, keiner religiösen Forderung Folge leisten müsse. Landsbergers zentrale Hypothese ist nicht, dass die deutschen Juden, würden sie vertrieben, aufgrund einer allgemeinen Krise zwangsläufig zurückkehren müssten, sondern dass Deutschland ohne den jüdischen Beitrag ökonomisch, geistig und kulturell erheblich ärmer wäre.
Das Werk erlebte zunächst nur eine einzige Auflage. Als jüdischer Autor wurde Landsberger ab 1933 nicht mehr verlegt. Erst Ende der 1990er Jahre wurden seine Gesellschaftsromane wiederentdeckt.

## Genre
Die „optimistische Groteske“ (Geret Luhr) gibt eine „in Details überraschend stimmige Utopie der Judenverfolgung“ (Herbert Wiesner). Werner Fuld spricht von einer „Schreckensgroteske“. So grell die Vision eines judenreinen Berlins ausgeleuchtet wird, so treffend ist Landsbergers Satire auf Rhetorik und Ideologien der Weimarer Zeit. Die Wortwechsel am nationalistischen Stammtisch sind witzig und raffiniert zusammengefügt. Nebenbei wird auch der zeitgenössische Kinofilm mit seinem Zwang zum „Sie kriegen sich doch“-Happy End parodiert.

## Adressaten
Landsbergers Hausverlag, der Georg Müller Verlag München, lehnte das Manuskript ab, weil es seine – Landsbergers – Leser verprellen würde.
Landsberger selbst stellt den Lesern anheim, den Roman als „Tragi-Satire“ aufzufassen. Er selber sehe darin nur eine „Eskapade“, einen „Einbruch ins völkische Land der unbegrenzten Möglichkeiten“. Berlin ohne Juden sei dem geistigen Tiefstand der Völkischen angepasst, um verstanden zu werden. Tatsächlich scheint er zumindest das deutsch-patriotische Milieu im Auge gehabt zu haben. Denn sein Vorwort endet mit dem Hinweis, dass ihn das „tragische Schicksal seines Vaterlandes […] zu einem einsamen und unglücklichen Menschen machte“.
Weitere Adressaten waren zweifelsohne die deutschen Juden. Von ihnen fordert Landsberger, sich der ungeliebten Markierung als Juden nicht zu entziehen, sondern erhobenen Hauptes die Gleichwertigkeit einzufordern, das heißt auch, eine entschiedene publizistische Gegenwehr zu betreiben. Schließlich ist der Roman reich mit Bibelsprüchen garniert: Christliche Leser durften sich angesprochen fühlen. Waren Wähler der Zentrumspartei im Kaiserreich noch als Reichsfeinde verschrien und suchten einige ihrer Politiker das Ventil antisemitischer Polemik, so wirkte das Zentrum in den 1920er Jahren doch erkennbar verantwortungsbewusster.

## Hintergrund

### Hugo Bettauers „Die Stadt ohne Juden“
Der österreichische Autor Hugo Bettauer veröffentlichte 1922 den Roman „Die Stadt ohne Juden“. Das Werk wurde schon 1924 verfilmt. Der Autor wurde am 10. März 1925 von einem österreichischen Zahntechniker, einem neuen NSDAP-Parteimitglied, niedergeschossen und starb wenig später. Landsberger übernahm von ihm das Motiv der Judenvertreibung und den folgenden wirtschaftlichen und gesellschaftlichen Niedergang. Komplexer wird sein Roman freilich durch die Einführung der schillernden Figur Pinski als doppeltem Betrüger. Die politische Kritik an den Wiener Christlich-Sozialen wird auf beide extremen Flügel des Parteienspektrums ausgedehnt. Dass Landsberger auch auf eine Verfilmung spekuliert hat, ist keineswegs auszuschließen, immerhin war er selbst in dieser Branche aktiv.

### Einbezogene politische Ereignisse
- Vorgezogene Reichstagswahl vom 7. Dezember 1924, zeitgleich mit der Wahl zum Preußischen Landtag: Nach bedrohlichen Gewinnen im Mai 1924 müssen Nationalsozialisten und Kommunisten Verluste hinnehmen.

- Friedrich Ebert stirbt am 28. Februar 1925. Im Roman ist der (namenlose) Reichspräsident angeblich krank in die Schweiz verzogen und fällt als politischer Faktor aus.

- Antijüdischer Aufruf der sogenannten „Hermannssöhne“ 1925 unter Führung von Heinrich Blume.

- Bolschewisten verüben am 16. April 1925 in Bulgarien einen Bombenanschlag auf die Kathedrale Sweta Nedelja.

## Figuren
Boris Pinski ist ein russischer Bolschewist, der von Moskau nach Deutschland entsandt wurde, um die Revolution vorzubereiten. Er ist ein kühl analysierender Dialektiker, der unorthodoxe Wege geht, um die Revolution voranzutreiben und sich selbst die Macht zu sichern.
Benno Oppenheim, Geheimer Kommerzienrat, assimilierter Jude und erfolgreicher Geschäftsmann. Reichstagsabgeordneter. Organisiert maßgeblich die Massenauswanderung.
Hans Oppenheim, sein Sohn, Assessor im Auswärtigen Amt, ganz der Vater. Heiratet seine Schwippschwägerin Elisabeth Rudenberg. Verhandelt in New York über die Aufnahme jüdischer Flüchtlinge, leitet von London aus die Rückkehr der Juden nach Deutschland.
Robert Rudenberg, Professor der Nationalökonomie, verheiratet mit Hans Oppenheims Schwester Erna.
Eduard Rudenberg, sein Bruder, leichtfertiger Charakter, versteht Politik als Spiel, sieht seine Chance in der völkischen Bewegung. Übernimmt die B.Z. und stellt sie komplett auf Boulevardklatsch um. Kehrt angesichts der Folgen der Judenvertreibung der Bewegung den Rücken und fordert, die Juden zurückzurufen.
v. Fürsten, Führer des Nationalverbandes und Chef der Propagandaabteilung. Nur ein Werkzeug Pinskis, welcher im Verborgenen agiert und nach außen als Sekretär v. Fürstens auftritt.
Wolf Kleber, Sohn eines Großindustriellen, Wohnsitze in Paris und Shanghai, Lebemann, Amateurboxer, Polospieler. Erlebt als Außenstehender das abstoßende neue Berlin.
Willi Walke, Klebers Freund, rettet auf der Zugreise von Paris nach Berlin drei illegal eingereisten Juden (darunter Erna Rudenberg) das Leben, indem er sich den Kontrolleuren gegenüber für einen Vorgesetzten ausgibt.
Jim Cahn, jüdischer Börsenspekulant, vaterlandsloser Geselle, „Rischeßmacher“. Wird später aus der jüdischen Gemeinschaft ausgestoßen und kehrt nicht mehr nach Deutschland zurück.
Elsa Straßer lässt sich auf Pinski ein, um Eduard Rudenberg aus der Reserve zu locken. Sie gibt unwissentlich Hintergrundinformationen über die Oppenheims an Pinski, der sie auch noch schwängert. Wegen einer Abtreibung muss sie in Haft.

## Inhalt

### Die Machtübernahme
Pinski legt sich eine falsche Identität als jüdischer Dr. David Pinski zu, um Zugang zu jüdischen Philanthropen-Kreisen zu erhalten und Geld für seine Arbeit (vorgeblich für die nach der Oktoberrevolution notleidenden Juden) zu sammeln. Er dient sich außerdem den Völkischen als Spin-Doctor und Chefideologe an. Er gibt sich auch hier als Jude aus, bekennt sich aber als bolschewistischer Agent: „Was is groß für ein Unterschied zwischen 'nem Sowjetstern und 'nem Hakenkreuz?“ (S. 23)
Nach der Niederlage bei der jüngsten Wahl rät er den Völkischen zu einem Strategiewechsel: Als Antisemiten sollen sie den jüdischen Charakter des internationalen Kapitalismus erkennen, also sich den Antikapitalismus auf die Fahnen schreiben. So würden sie die Arbeiterschaft gewinnen, die KP spalten und unter sozialdemokratischen Wählern wildern (S. 27). Pinski gibt offen zu, dass er nicht seine eigene Sache torpedieren wolle. Im Gegenteil würde der Sieg des Nationalsozialismus nur den Boden für die bolschewistische Revolution bereiten. Sollte sich der Judenhass nicht mehr aufhalten lassen, würde er wenigstens für eine glimpfliche Ausweisung der Juden sorgen (S. 28), womit Landsberger den antisemitischen Gehalt des antikapitalistischen Marxismus unterstreicht.
Die neue Partei kann wegen ihrer nationalen Ausrichtung mit Unterstützung der Reichswehr rechnen. In der antisemitischen Publikation „Das Judenopfer“ (Kapitel 5) fordert Pinski, der anonym bleibt, Deutschlands Juden auf, ihre Vaterlandsliebe unter Beweis zu stellen, indem sie ihre Vermögen für die Versailler Reparationszahlungen bereitstellen.
Benno Oppenheim weist das Ansinnen in klaren Worten als „unberechtigt, verlogen und hinterhältig“ zurück (Kapitel 6). Auch die jüdischen Gemeinden lehnen das geforderte Sonderopfer ab. Die Massen sind enttäuscht und sehen alle Vorurteile bestätigt. Der Nationalverband der ausgebeuteten Klassen wird gegründet, große Teile von KP und Hakenkreuzlern laufen zu ihm über, er erreicht die absolute Mehrheit im Reichstag. Die Abwehr des Antisemitismus erfolgte zu unentschlossen, zu intellektuell, verfehlte die Massen. Mit Kants „Reiner Vernunft“ lässt sich kein Boxkampf gewinnen, kommentiert Landsbergers Erzähler (S. 69). Zudem zeigen sich die Staatsbürger jüdischen Glaubens und die Zionisten uneinig.
Noch in der Wahlnacht kommt es zu Ausschreitungen: Am Kurfürstendamm und Umgebung werden 200 Wohnungen geplündert und 160 Juden erschlagen. Die Reichswehr sympathisiert mit dem Reichsverband, stützt den Wechsel und mahnt zu Ruhe und Ordnung.
Der Reichstag beschließt den Landesverweis für alle Juden. Ausführungsbestimmungen präzisieren, wer als Jude und Judenstämmling zu gelten habe. Halb-Juden sind Auch-Deutsche, sie dürfen bleiben, aber verlieren Wahlrecht und alle öffentlichen Ämter.
Benno Oppenheim hält für die Opposition die Gegenrede (S. 95–104), „im Geiste der Bergpredigt“, wie Landsberger im Vorwort den ermordeten Walther Rathenau charakterisiert hatte.
Die Propagandaabteilung des Nationalverbandes will die Bevölkerung bis zur Judenvertreibung mit Musik, Aufmärschen, bunten Uniformen, Kinofilmen, Revuen unterhalten, kann aber kaum fähige Köpfe ausfindig machen, weil ja „alles Juden“ seien (Kapitel 10). Pinski übernimmt daher selbst die neugegründete Filmgesellschaft, ein „Machtfaktor ersten Ranges“. Als Sündenbock nach der Vertreibung nimmt man bereits das nächste Opfer ins Visier: das Zentrum und die Ultramontanen.
97 prominente Juden über 65 Jahren – darunter Benno Oppenheim – weigern sich in einem Protestschreiben, das Land zu verlassen. Sie nehmen sich das Leben. „Der Tod der Siebenundneunzig wurde ein feststehender Begriff, ein kulturhistorischer Akt, wuchs empor zum Symbol des Weltgewissens“ (S. 147).

### Berlin ohne Juden
Nach kurzem Zögern verhängt das Ausland einen Handelsboykott gegen Deutschland. Auch christliche Konzerne sind vom Bankrott bedroht. Es herrscht Rohstoffmangel. Streiks brechen aus. Nahrungsmittel werden rationiert. Der Fremdenverkehr bricht zusammen. Die Bolschewisten erstarken, sie liefern sich Straßenschlachten mit den Anhängern des Nationalverbandes.
Louis Adlon und Frau Hedda begrüßen jeden der seltenen Gäste persönlich, Marek Weber spielt zum Empfang mit seiner Jazzband.
Ullstein ist nach Wien ausgewandert, Mosse nach Holland, sogar der Scherl-Verlag verweigert sich der antisemitischen Linie und weicht nach Kopenhagen aus. Revue- und Operettentruppen wandern ins Ausland ab.
Innerhalb einer Woche verhungern in Berlin 1.157 Kinder.
Im Reichstag kommt es zum Bruch zwischen v. Fürsten und Pinski. Dieser offenbart seine wahre Identität und Zielsetzung. Inzwischen war ihm die deutsche Staatsangehörigkeit verliehen worden. V. Fürsten verübt, als er volle Klarheit über Pinskis Betrug erlangt hat, Selbstmord.
Der (namenlose) Reichskanzler muss vor dem Parlament die katastrophale Lage eingestehen, Schuld sei das Gift der Juden (S. 175–184). Die Opposition fordert eine Umkehr. Der Nationalverband bricht auseinander, die Hälfte seiner Abgeordneten geht zur KP über. Die Regierung verliert die Vertrauensabstimmung. Eine Notregierung aus DVP, Demokraten, Zentrum und Sozialdemokraten wird zunächst von den Kommunisten gestützt.
Kleber und Walke machen eine abendliche Tour zum Kurfürstendamm, der nun den Namen Judendamm trägt und in ein „jüdisches Yoshiwara verwandelt’“ wurde: „grob, primitiv, dilettantenhaft“. Das Nelson-Theater heißt nun „Palais des Juifs“, Menschen kleiden sich wie jüdische Karikaturen, tragen Masken, Alkohol in der Luft, Schlägereien.

### Die Rückkehr
Im Exil einigermaßen etabliert, verstoßen die deutschen Juden 34.000 Rischesmacher aus ihrer Mitte. Die anderen 552.000 werden Mitglieder im Verband deutscher Juden und tragen ein Verbandsabzeichen: „Deutsch war man, deutsch fühlte man.“ (S. 205)
Die Deutschnationalen betreiben Fehleranalyse und entdecken: „Der Hauptschuldige ist kein Deutscher“, (S. 206). Sie lassen sich von Eduard Rudenberg zurück ins demokratische Lager führen. Die Neuwahlen gewinnt die Deutsche Partei, vereinigt aus DNVP, DVP, Zentrum, DDP und rechten Sozialdemokraten. Mit Vierfünftelmehrheit werden die Judengesetze aufgehoben. 450.000 Juden kehren im Verlauf eines Jahres zurück.
Der heimkehrende Hans Oppenheim und Familie werden am Lehrter Bahnhof von Tausenden Berlinern empfangen. Pinski will sich für das Scheitern seiner Umsturzpläne an Oppenheim rächen, doch Elsa Straßer, wieder auf freiem Fuß, vereitelt seinen Mordanschlag. Pinski bleibt tot auf dem Asphalt zurück, während Elsa vom geläuterten Eduard Rudenberg zur Frau genommen wird.

## Namensnennung realer Personen (Auswahl)
- Walther Rathenau als „deutschester aller Juden“
- James Simon als prominenter Mäzen
- Albert Einstein wird entlarvt, nie am Nordpol gewesen zu sein
- Siegfried Wagner bittet die „Juden im Ausland: Rettet Baireuth!“
- Henry Ford gewährt dem neuen antisemitischen Regime wirtschaftliche Hilfe (Kapitel 12)
- Reinhold Wulle, auch als „Berliner Parlamentarier“ (Kapitel 2)
- Werner Sombart wird von antisemitischer Seite als Kronzeuge benutzt
- Adolf Hitler hält (als „Hittler“) im Radioeck[9] eine Ansprache an die reifere weibliche Jugend
- Gustav Roethe, Adolf Bartels, Ernst Graf zu Reventlow, Otto Böckel

## Grenzen der Voraussage
Ein Boykott des Auslandes gegen NS-Deutschland kam nicht zustande. Das Phänomen des Führerkults drängt sich Landsberger noch nicht auf. Und freilich:
„Nimm an, diese sechshunderttausend [Juden] weigern sich und bleiben.
Glaubst du, daß die Regierung den Wahnsinn begeht und sechshunderttausend Menschen an die Wand stellt?“
„Das darf nicht sein und wird nicht sein.“ (S. 124)

## Ausgaben
- Berlin ohne Juden. Verlag Paul Steegemann, Hannover 1925.
- Berlin ohne Juden. Verlag R. Löwit, Wien / Leipzig 1925.
- Berlin ohne Juden. herausgegeben und mit einem Nachwort von Werner Fuld. Weidle Verlag, Bonn 1998, ISBN 3-931135-34-9.